# Sommer-Universiade 2019/Wasserball
Bei der Sommer-Universiade 2019 wurden vom 2. bis 14. Juli 2019 insgesamt zwei Wettbewerbe im Wasserball durchgeführt.

## Medaillengewinner
| Veranstaltung | Gold | Silber | Bronze |
| ------------- | --- | --- | --- |
| Männer        | ItalienPierre Pellegrini Mario Del Basso Giacomo Cannella Matteo Spione Federico Panerai Eduardo Campopiano Mario Guidi Lorenzo Bruni Jacopo Alesiani Massimo Di Martire Ettore Novara Umberto Esposito Francesco Massaro | Vereinigte StaatenJack Turner Tyler Abramson Felix Brozyna-Vilim Jacob Cavano Jacob Ehrhardt Kacper Langiewicz Thomas Gruwell Evan Rosenfeld AJ Rossman Bennett Williams Quinn Woodhead Samuel Krutonog  | UngarnIstván Kardos Gergely Buriàn Lóránd Zerinváry Domonkos Sélley-Rauscher Kristóf Várnai Dániel Sánta Kristóf Szatmáry Erik Csacsovszky Tamás Gyárfás Frank Pellei Róbert Fejős Rolf Bencz Dániel Szakonyi                                             |
| Frauen        | UngarnAlexandra Kiss Gerda Brezovszki Tamara Farkas Gemma Matilda Gerendás Orsolya Hertzka Vivien Kövesdi Alexa Gémes Krisztina Garda Dóra Huszti Anna Mandula Mucsy Szonja Kuna Zsuzsanna Máté Gina Lekrinszki           | ItalienFabiana Soprano Carolina Ioannou Martina Gottardo Giulia Cuzzupè Chiara Ranalli Giulia Millo Elena Borg Luna Di Claudio Anna Repetto Serena Storai Sara Centanni Agnese Cocchiere Carlotta Malara | RusslandDarja Tschagotschkina Nadeschda Lipskaja Regina Galimsjanowa Ljubow Mechtelewa Anastassija Djatschenko Polina Popowa Alina Inogamowa Margarita Pystina Polina Kempf Swetlana Stepachina Diana Chamrajewa Jelisaweta Saplatina Anastassija Leonowa |

## Männerturnier

### Gruppenphase

#### Gruppe A
| Pl. | Land                   | Sp. | S | U | N | Tore     | Diff. | Punkte |
| --- | ---------------------- | --- | - | - | - | -------- | ----- | ------ |
| 1.  | Vereinigte Staaten     | 4   | 4 | 0 | 0 | 070:220  | +48   | 8      |
| 2.  | Russland               | 4   | 3 | 0 | 1 | 076:210  | +55   | 6      |
| 3.  | Frankreich             | 4   | 2 | 0 | 2 | 049:310  | +18   | 4      |
| 4.  | Vereinigtes Königreich | 4   | 1 | 0 | 3 | 030:660  | −36   | 2      |
| 5.  | Südkorea               | 4   | 0 | 0 | 4 | 015:1000 | −85   | 0      |

| 2. Juli 2019 13:30 Uhr | Russland                  | 25:1                 | Vereinigtes Königreich | Stadio del Nuoto (Caserta) Schiedsrichter: MacKay (CAN), Ogino (JPN) |
| 2. Juli 2019 13:30 Uhr | meiste Tore: Wassilew (6) | (5:0, 7:1, 7:0, 6:1) | meiste Tore: Daley (1) | Stadio del Nuoto (Caserta) Schiedsrichter: MacKay (CAN), Ogino (JPN) |
| 2. Juli 2019 13:30 Uhr | Spielbericht              |                      |                        | Stadio del Nuoto (Caserta) Schiedsrichter: MacKay (CAN), Ogino (JPN) |

| 2. Juli 2019 15:30 Uhr | Vereinigte Staaten       | 30:0                 | Südkorea                 | Stadio del Nuoto (Caserta) Schiedsrichter: Marjay (HUN), Kohout (CZE) |
| 2. Juli 2019 15:30 Uhr | meiste Tore: Rossman (6) | (8:0, 8:1, 8:1, 6:1) | meiste Tore: Kang J. (2) | Stadio del Nuoto (Caserta) Schiedsrichter: Marjay (HUN), Kohout (CZE) |
| 2. Juli 2019 15:30 Uhr | Spielbericht             |                      |                          | Stadio del Nuoto (Caserta) Schiedsrichter: Marjay (HUN), Kohout (CZE) |

| 3. Juli 2019 09:30 Uhr | Vereinigtes Königreich  | 17:9                 | Südkorea                         | Stadio del Nuoto (Caserta) Schiedsrichter: Calabro (ITA), Kohout (CZE) |
| 3. Juli 2019 09:30 Uhr | meiste Tore: Paddon (5) | (4:1, 5:4, 5:1, 3:3) | meiste Tore: Song K., Lee C. (2) | Stadio del Nuoto (Caserta) Schiedsrichter: Calabro (ITA), Kohout (CZE) |
| 3. Juli 2019 09:30 Uhr | Spielbericht            |                      |                                  | Stadio del Nuoto (Caserta) Schiedsrichter: Calabro (ITA), Kohout (CZE) |

| 3. Juli 2019 11:30 Uhr | Russland                   | 12:4                 | Frankreich                 | Stadio del Nuoto (Caserta) Schiedsrichter: Fodor (HUN), Bianco (ITA) |
| 3. Juli 2019 11:30 Uhr | meiste Tore: Bytschkow (4) | (3:2, 2:1, 3:0, 4:1) | meiste Tore: 4 Spieler (1) | Stadio del Nuoto (Caserta) Schiedsrichter: Fodor (HUN), Bianco (ITA) |
| 3. Juli 2019 11:30 Uhr | Spielbericht               |                      |                            | Stadio del Nuoto (Caserta) Schiedsrichter: Fodor (HUN), Bianco (ITA) |

| 5. Juli 2019 13:30 Uhr | Südkorea     | 0:22                 | Frankreich                     | Stadio del Nuoto (Caserta) Schiedsrichter: Calabro (ITA), Ogino (JPN) |
| 5. Juli 2019 13:30 Uhr |              | (0:5, 0:4, 0:9, 0:4) | meiste Tore: Bouet, Mustur (4) | Stadio del Nuoto (Caserta) Schiedsrichter: Calabro (ITA), Ogino (JPN) |
| 5. Juli 2019 13:30 Uhr | Spielbericht |                      |                                | Stadio del Nuoto (Caserta) Schiedsrichter: Calabro (ITA), Ogino (JPN) |

| 5. Juli 2019 15:30 Uhr | Vereinigtes Königreich     | 3:17                 | Vereinigte Staaten      | Stadio del Nuoto (Caserta) Schiedsrichter: Pang (CHN), MacKay (CAN) |
| 5. Juli 2019 15:30 Uhr | meiste Tore: 4 Spieler (1) | (1:3, 1:2, 1:7, 0:5) | meiste Tore: Cavano (5) | Stadio del Nuoto (Caserta) Schiedsrichter: Pang (CHN), MacKay (CAN) |
| 5. Juli 2019 15:30 Uhr | Spielbericht               |                      |                         | Stadio del Nuoto (Caserta) Schiedsrichter: Pang (CHN), MacKay (CAN) |

| 6. Juli 2019 13:30 Uhr | Frankreich               | 8:10                 | Vereinigte Staaten         | Stadio del Nuoto (Caserta) Schiedsrichter: Calabro (ITA), Fodor (HUN) |
| 6. Juli 2019 13:30 Uhr | meiste Tore: Cannone (5) | (2:4, 4:3, 1:1, 1:2) | meiste Tore: 4 Spieler (2) | Stadio del Nuoto (Caserta) Schiedsrichter: Calabro (ITA), Fodor (HUN) |
| 6. Juli 2019 13:30 Uhr | Spielbericht             |                      |                            | Stadio del Nuoto (Caserta) Schiedsrichter: Calabro (ITA), Fodor (HUN) |

| 6. Juli 2019 15:30 Uhr | Südkorea                   | 3:31                  | Russland              | Stadio del Nuoto (Caserta) Schiedsrichter: Castrilli (SUI), Saito (JPN) |
| 6. Juli 2019 15:30 Uhr | meiste Tore: 3 Spieler (1) | (0:7, 2:11, 1:5, 0:8) | meiste Tore: Krug (8) | Stadio del Nuoto (Caserta) Schiedsrichter: Castrilli (SUI), Saito (JPN) |
| 6. Juli 2019 15:30 Uhr | Spielbericht               |                       |                       | Stadio del Nuoto (Caserta) Schiedsrichter: Castrilli (SUI), Saito (JPN) |

| 8. Juli 2019 13:30 Uhr | Vereinigte Staaten        | 13:8                 | Russland                  | Stadio del Nuoto (Caserta) Schiedsrichter: Fodor (HUN), Bianco (ITA) |
| 8. Juli 2019 13:30 Uhr | meiste Tore: Abramson (4) | (3:2, 5:0, 2:4, 3:2) | meiste Tore: Merkulow (3) | Stadio del Nuoto (Caserta) Schiedsrichter: Fodor (HUN), Bianco (ITA) |
| 8. Juli 2019 13:30 Uhr | Spielbericht              |                      |                           | Stadio del Nuoto (Caserta) Schiedsrichter: Fodor (HUN), Bianco (ITA) |

| 8. Juli 2019 15:30 Uhr | Frankreich                      | 15:9                 | Vereinigtes Königreich     | Stadio del Nuoto (Caserta) Schiedsrichter: MacKay (CAN), Kohout (CZE) |
| 8. Juli 2019 15:30 Uhr | meiste Tore: Marion-Vernoux (4) | (3:1, 4:4, 4:2, 4:2) | meiste Tore: Carpenter (3) | Stadio del Nuoto (Caserta) Schiedsrichter: MacKay (CAN), Kohout (CZE) |
| 8. Juli 2019 15:30 Uhr | Spielbericht                    |                      |                            | Stadio del Nuoto (Caserta) Schiedsrichter: MacKay (CAN), Kohout (CZE) |

#### Gruppe B
| Pl. | Land       | Sp. | S | U | N | Tore    | Diff. | Punkte |
| --- | ---------- | --- | - | - | - | ------- | ----- | ------ |
| 1.  | Italien    | 4   | 4 | 0 | 0 | 067:380 | +29   | 8      |
| 2.  | Ungarn     | 4   | 3 | 0 | 1 | 060:430 | +17   | 6      |
| 3.  | Kroatien   | 4   | 2 | 0 | 2 | 061:560 | +5    | 4      |
| 4.  | Australien | 4   | 1 | 0 | 3 | 035:670 | −32   | 2      |
| 5.  | Japan      | 4   | 0 | 0 | 4 | 055:740 | −19   | 0      |

| 2. Juli 2019 17:30 Uhr | Kroatien              | 17:9                 | Australien                | Stadio del Nuoto (Caserta) Schiedsrichter: Courbin (FRA), Peila (USA) |
| 2. Juli 2019 17:30 Uhr | meiste Tore: Buha (5) | (5:4, 5:0, 5:1, 2:4) | meiste Tore: Townsend (2) | Stadio del Nuoto (Caserta) Schiedsrichter: Courbin (FRA), Peila (USA) |
| 2. Juli 2019 17:30 Uhr | Spielbericht          |                      |                           | Stadio del Nuoto (Caserta) Schiedsrichter: Courbin (FRA), Peila (USA) |

| 2. Juli 2019 19:30 Uhr | Italien                   | 22:11                | Japan                  | Stadio del Nuoto (Caserta) Schiedsrichter: Krizhanovskhiy (RUS), Bouchez (FRA) |
| 2. Juli 2019 19:30 Uhr | meiste Tore: Cannella (8) | (5:2, 5:2, 7:4, 5:3) | meiste Tore: Inaba (4) | Stadio del Nuoto (Caserta) Schiedsrichter: Krizhanovskhiy (RUS), Bouchez (FRA) |
| 2. Juli 2019 19:30 Uhr | Spielbericht              |                      |                        | Stadio del Nuoto (Caserta) Schiedsrichter: Krizhanovskhiy (RUS), Bouchez (FRA) |

| 4. Juli 2019 17:30 Uhr | Australien              | 15:14                | Japan                        | Stadio del Nuoto (Caserta) Schiedsrichter: Buch (ESP), Stankevitch (USA) |
| 4. Juli 2019 17:30 Uhr | meiste Tore: Lambie (5) | (4:5, 3:3, 4:3, 4:3) | meiste Tore: Inaba, Date (5) | Stadio del Nuoto (Caserta) Schiedsrichter: Buch (ESP), Stankevitch (USA) |
| 4. Juli 2019 17:30 Uhr | Spielbericht            |                      |                              | Stadio del Nuoto (Caserta) Schiedsrichter: Buch (ESP), Stankevitch (USA) |

| 4. Juli 2019 19:30 Uhr | Kroatien                     | 12:15                | Ungarn                     | Stadio del Nuoto (Caserta) Schiedsrichter: Colicov (RUS), Peila (USA) |
| 4. Juli 2019 19:30 Uhr | meiste Tore: Buha, Delić (4) | (1:4, 3:2, 5:4, 3:5) | meiste Tore: 3 Spieler (4) | Stadio del Nuoto (Caserta) Schiedsrichter: Colicov (RUS), Peila (USA) |
| 4. Juli 2019 19:30 Uhr | Spielbericht                 |                      |                            | Stadio del Nuoto (Caserta) Schiedsrichter: Colicov (RUS), Peila (USA) |

| 5. Juli 2019 17:30 Uhr | Japan                 | 12:18                | Ungarn                   | Stadio del Nuoto (Caserta) Schiedsrichter: Buch (ESP), Dalli (MLT) |
| 5. Juli 2019 17:30 Uhr | meiste Tore: Date (4) | (4:7, 3:2, 2:6, 3:3) | meiste Tore: Gyárfás (4) | Stadio del Nuoto (Caserta) Schiedsrichter: Buch (ESP), Dalli (MLT) |
| 5. Juli 2019 17:30 Uhr | Spielbericht          |                      |                          | Stadio del Nuoto (Caserta) Schiedsrichter: Buch (ESP), Dalli (MLT) |

| 5. Juli 2019 19:30 Uhr | Australien               | 5:18                 | Italien                   | Stadio del Nuoto (Caserta) Schiedsrichter: Colikov (RUS), Corbin (FRA) |
| 5. Juli 2019 19:30 Uhr | meiste Tore: Elphick (2) | (0:4, 1:5, 2:6, 2:3) | meiste Tore: Cannella (4) | Stadio del Nuoto (Caserta) Schiedsrichter: Colikov (RUS), Corbin (FRA) |
| 5. Juli 2019 19:30 Uhr | Spielbericht             |                      |                           | Stadio del Nuoto (Caserta) Schiedsrichter: Colikov (RUS), Corbin (FRA) |

| 6. Juli 2019 17:30 Uhr | Japan                   | 18:19                | Kroatien                | Stadio del Nuoto (Caserta) Schiedsrichter: Corbin (FRA), Krizhakovskiy (RUS) |
| 6. Juli 2019 17:30 Uhr | meiste Tore: Suzuki (5) | (2:4, 8:5, 2:6, 6:4) | meiste Tore: Herceg (5) | Stadio del Nuoto (Caserta) Schiedsrichter: Corbin (FRA), Krizhakovskiy (RUS) |
| 6. Juli 2019 17:30 Uhr | Spielbericht            |                      |                         | Stadio del Nuoto (Caserta) Schiedsrichter: Corbin (FRA), Krizhakovskiy (RUS) |

| 6. Juli 2019 19:30 Uhr | Ungarn                   | 10:13                | Italien                     | Stadio del Nuoto (Caserta) Schiedsrichter: Peila (USA), Matache (ROU) |
| 6. Juli 2019 19:30 Uhr | meiste Tore: Gyárfás (3) | (2:3, 2:2, 4:5, 2:3) | meiste Tore: Di Martire (4) | Stadio del Nuoto (Caserta) Schiedsrichter: Peila (USA), Matache (ROU) |
| 6. Juli 2019 19:30 Uhr | Spielbericht             |                      |                             | Stadio del Nuoto (Caserta) Schiedsrichter: Peila (USA), Matache (ROU) |

| 8. Juli 2019 17:30 Uhr | Ungarn                   | 18:6                 | Australien               | Stadio del Nuoto (Caserta) Schiedsrichter: Castrilli (SUI), Bouchez (FRA) |
| 8. Juli 2019 17:30 Uhr | meiste Tore: Gyárfás (6) | (5:1, 2:1, 6:3, 5:1) | meiste Tore: Elphick (2) | Stadio del Nuoto (Caserta) Schiedsrichter: Castrilli (SUI), Bouchez (FRA) |
| 8. Juli 2019 17:30 Uhr | Spielbericht             |                      |                          | Stadio del Nuoto (Caserta) Schiedsrichter: Castrilli (SUI), Bouchez (FRA) |

| 8. Juli 2019 19:30 Uhr | Italien                   | 14:13                | Kroatien               | Stadio del Nuoto (Caserta) Schiedsrichter: Buch (ESP), Golikov (RUS) |
| 8. Juli 2019 19:30 Uhr | meiste Tore: Cannella (5) | (4:3, 4:3, 3:1, 3:6) | meiste Tore: Delić (5) | Stadio del Nuoto (Caserta) Schiedsrichter: Buch (ESP), Golikov (RUS) |
| 8. Juli 2019 19:30 Uhr | Spielbericht              |                      |                        | Stadio del Nuoto (Caserta) Schiedsrichter: Buch (ESP), Golikov (RUS) |

### Finalrunde
|  | Achtelfinale | Achtelfinale           | Achtelfinale       |            |         | Viertelfinale    | Viertelfinale | Viertelfinale  |    |  | Halbfinale | Halbfinale | Halbfinale |  |  | Finale | Finale | Finale |
|  |              |                        |                    |            |         |                  |               |                |    |  |            |            |            |  |  |        |        |        |
|  |              |                        |                    |            |         |                  |               |                |    |  |            |            |            |  |  |        |        |        |
|  |              |                        |                    |            |         |                  |               |                |    |  |            |            |            |  |  |        |        |        |
|  | B1           | Italien                | 15                 |            |         |                  |               |                |    |  |            |            |            |  |  |        |        |        |
|  | B1           | Italien                | 15                 |            |         |                  |               |                |    |  |            |            |            |  |  |        |        |        |
|  |              |                        | A3                 | Frankreich | 9       |                  |               |                |    |  |            |            |            |  |  |        |        |        |
|  |              |                        |                    | Frankreich | 9       |                  |               |                |    |  |            |            |            |  |  |        |        |        |
|  |              |                        |                    |            |         |                  |               |                |    |  |            |            |            |  |  |        |        |        |
|  |              |                        |                    |            |         |                  |               |                |    |  |            |            |            |  |  |        |        |        |
|  | B1           | Italien                | 14                 |            |         |                  |               |                |    |  |            |            |            |  |  |        |        |        |
|  | B1           | Italien                | 14                 |            |         |                  |               |                |    |  |            |            |            |  |  |        |        |        |
|  |              | A2                     | Russland           | 6          |         |                  |               |                |    |  |            |            |            |  |  |        |        |        |
|  |              |                        |                    | 6          |         |                  |               |                |    |  |            |            |            |  |  |        |        |        |
|  |              |                        |                    |            |         |                  |               |                |    |  |            |            |            |  |  |        |        |        |
|  |              |                        |                    |            |         |                  |               |                |    |  |            |            |            |  |  |        |        |        |
|  | A2           | Russland               | 13                 |            |         |                  |               |                |    |  |            |            |            |  |  |        |        |        |
|  | A2           | Russland               | 13                 |            |         |                  |               |                |    |  |            |            |            |  |  |        |        |        |
|  |              |                        | B4                 | Australien | 7       |                  |               |                |    |  |            |            |            |  |  |        |        |        |
|  | B4           | Australien             | B4                 | Australien | 7       | 21               |               |                |    |  |            |            |            |  |  |        |        |        |
|  | B4           | Australien             |                    |            |         |                  |               |                |    |  |            |            |            |  |  |        |        |        |
|  | A5           | Südkorea               | 4                  |            |         |                  |               |                |    |  |            |            |            |  |  |        |        |        |
|  | A5           | Südkorea               | 4                  | B1         | Italien | 18               |               |                |    |  |            |            |            |  |  |        |        |        |
|  |              |                        |                    |            |         |                  |               |                |    |  |            |            |            |  |  |        |        |        |
|  |              | A1                     | Vereinigte Staaten | 7          |         |                  |               |                |    |  |            |            |            |  |  |        |        |        |
|  |              |                        |                    | 7          |         |                  |               |                |    |  |            |            |            |  |  |        |        |        |
|  |              |                        |                    |            |         |                  |               |                |    |  |            |            |            |  |  |        |        |        |
|  |              |                        |                    |            |         |                  |               |                |    |  |            |            |            |  |  |        |        |        |
|  | A1           | Vereinigte Staaten     | 12                 |            |         |                  |               |                |    |  |            |            |            |  |  |        |        |        |
|  | A1           | Vereinigte Staaten     | 12                 |            |         |                  |               |                |    |  |            |            |            |  |  |        |        |        |
|  |              |                        | B3                 | Kroatien   | 11      |                  |               |                |    |  |            |            |            |  |  |        |        |        |
|  |              |                        |                    | Kroatien   | 11      |                  |               |                |    |  |            |            |            |  |  |        |        |        |
|  |              |                        |                    |            |         |                  |               |                |    |  |            |            |            |  |  |        |        |        |
|  |              |                        |                    |            |         |                  |               |                |    |  |            |            |            |  |  |        |        |        |
|  | A1           | Vereinigte Staaten     | 12                 |            |         |                  |               |                |    |  |            |            |            |  |  |        |        |        |
|  | A1           | Vereinigte Staaten     | 12                 |            |         |                  |               |                |    |  |            |            |            |  |  |        |        |        |
|  |              | B2                     | Ungarn             | 9          |         |                  |               |                |    |  |            |            |            |  |  |        |        |        |
|  |              |                        |                    | 9          |         |                  |               |                |    |  |            |            |            |  |  |        |        |        |
|  |              |                        |                    |            |         |                  |               |                |    |  |            |            |            |  |  |        |        |        |
|  |              |                        |                    |            |         | Spiel um Platz 3 |               |                |    |  |            |            |            |  |  |        |        |        |
|  | B2           | Ungarn                 | 18                 |            |         |                  |               |                |    |  |            |            |            |  |  |        |        |        |
|  | B2           | Ungarn                 | 18                 |            |         |                  | A2            | Russland       | 22 |  |            |            |            |  |  |        |        |        |
|  |              |                        | B5                 | Japan      | 3       |                  | A2            | Russland       | 22 |  |            |            |            |  |  |        |        |        |
|  | A4           | Vereinigtes Königreich | B5                 | Japan      | 3       | 10               | B2            | Ungarn (n. P.) | 23 |  |            |            |            |  |  |        |        |        |
|  | A4           | Vereinigtes Königreich |                    |            |         |                  |               | Ungarn (n. P.) | 23 |  |            |            |            |  |  |        |        |        |
|  | B5           | Japan                  | 18                 |            |         |                  |               |                |    |  |            |            |            |  |  |        |        |        |

#### Achtelfinale
| 9. Juli 2019 17:30 Uhr | Vereinigtes Königreich  | 10:18                | Japan                 | Stadio del Nuoto (Caserta) Schiedsrichter: Pang (CHN), Corbin (FRA) |
| 9. Juli 2019 17:30 Uhr | meiste Tore: Paddon (5) | (2:9, 4:3, 0:2, 4:4) | meiste Tore: Date (8) | Stadio del Nuoto (Caserta) Schiedsrichter: Pang (CHN), Corbin (FRA) |
| 9. Juli 2019 17:30 Uhr | Spielbericht            |                      |                       | Stadio del Nuoto (Caserta) Schiedsrichter: Pang (CHN), Corbin (FRA) |

| 9. Juli 2019 19:30 Uhr | Australien                   | 21:4                 | Südkorea                 | Stadio del Nuoto (Caserta) Schiedsrichter: Jukes (GBR), Ogino (JPN) |
| 9. Juli 2019 19:30 Uhr | meiste Tore: Gillfeather (4) | (4:2, 7:1, 5:0, 5:1) | meiste Tore: Kang M. (2) | Stadio del Nuoto (Caserta) Schiedsrichter: Jukes (GBR), Ogino (JPN) |
| 9. Juli 2019 19:30 Uhr | Spielbericht                 |                      |                          | Stadio del Nuoto (Caserta) Schiedsrichter: Jukes (GBR), Ogino (JPN) |

#### Viertelfinale
| 10. Juli 2019 13:30 Uhr | Russland                   | 13:7                 | Australien                | Stadio del Nuoto (Caserta) Schiedsrichter: Calabro (ITA), Ogino (JPN) |
| 10. Juli 2019 13:30 Uhr | meiste Tore: 3 Spieler (3) | (5:0, 1:4, 4:2, 3:1) | meiste Tore: Townsend (3) | Stadio del Nuoto (Caserta) Schiedsrichter: Calabro (ITA), Ogino (JPN) |
| 10. Juli 2019 13:30 Uhr | Spielbericht               |                      |                           | Stadio del Nuoto (Caserta) Schiedsrichter: Calabro (ITA), Ogino (JPN) |

| 10. Juli 2019 15:30 Uhr | Vereinigte Staaten        | 12:11                | Kroatien                   | Stadio del Nuoto (Caserta) Schiedsrichter: Buch (ESP), Marjay (HUN) |
| 10. Juli 2019 15:30 Uhr | meiste Tore: Abramson (5) | (4:3, 3:3, 1:3, 4:2) | meiste Tore: 4 Spieler (2) | Stadio del Nuoto (Caserta) Schiedsrichter: Buch (ESP), Marjay (HUN) |
| 10. Juli 2019 15:30 Uhr | Spielbericht              |                      |                            | Stadio del Nuoto (Caserta) Schiedsrichter: Buch (ESP), Marjay (HUN) |

| 10. Juli 2019 17:30 Uhr | Ungarn                  | 18:3                 | Japan                      | Stadio del Nuoto (Caserta) Schiedsrichter: MacKay (CAN), Pang (CHN) |
| 10. Juli 2019 17:30 Uhr | meiste Tore: Várnai (4) | (6:3, 2:0, 5:0, 5:0) | meiste Tore: 3 Spieler (1) | Stadio del Nuoto (Caserta) Schiedsrichter: MacKay (CAN), Pang (CHN) |
| 10. Juli 2019 17:30 Uhr | Spielbericht            |                      |                            | Stadio del Nuoto (Caserta) Schiedsrichter: MacKay (CAN), Pang (CHN) |

| 10. Juli 2019 19:30 Uhr | Italien                   | 15:9                 | Frankreich                 | Stadio del Nuoto (Caserta) Schiedsrichter: Peila (USA), Castrilli (SUI) |
| 10. Juli 2019 19:30 Uhr | meiste Tore: Cannella (4) | (5:3, 4:3, 4:1, 2:2) | meiste Tore: 3 Spieler (2) | Stadio del Nuoto (Caserta) Schiedsrichter: Peila (USA), Castrilli (SUI) |
| 10. Juli 2019 19:30 Uhr | Spielbericht              |                      |                            | Stadio del Nuoto (Caserta) Schiedsrichter: Peila (USA), Castrilli (SUI) |

#### Halbfinale
| 13. Juli 2019 12:00 Uhr | Italien                   | 14:6                 | Russland                   | Piscina Felice Scandone (Neapel) Schiedsrichter: Buch (ESP), Matache (ROU) |
| 13. Juli 2019 12:00 Uhr | meiste Tore: Cannella (4) | (4:1, 3:2, 3:0, 4:3) | meiste Tore: Bytschkow (3) | Piscina Felice Scandone (Neapel) Schiedsrichter: Buch (ESP), Matache (ROU) |
| 13. Juli 2019 12:00 Uhr | Spielbericht              |                      |                            | Piscina Felice Scandone (Neapel) Schiedsrichter: Buch (ESP), Matache (ROU) |

| 13. Juli 2019 14:00 Uhr | Vereinigte Staaten                | 12:9                 | Ungarn                  | Piscina Felice Scandone (Neapel) Schiedsrichter: Dalli (MLT), Calabro (ITA) |
| 13. Juli 2019 14:00 Uhr | meiste Tore: Cavano, Woodhead (3) | (2:4, 3:3, 3:1, 4:1) | meiste Tore: Burián (5) | Piscina Felice Scandone (Neapel) Schiedsrichter: Dalli (MLT), Calabro (ITA) |
| 13. Juli 2019 14:00 Uhr | Spielbericht                      |                      |                         | Piscina Felice Scandone (Neapel) Schiedsrichter: Dalli (MLT), Calabro (ITA) |

#### Finale und Platz 3
Spiel um Platz 3
| 14. Juli 2019 11:00 Uhr | Russland                  | 22:23 (n. P.)                | Ungarn                  | Piscina Felice Scandone (Neapel) Schiedsrichter: Peila (USA), Matache (ROU) |
| 14. Juli 2019 11:00 Uhr | meiste Tore: MerkuloW (4) | (1:3, 4:2, 2:0, 3:5 [12:13]) | meiste Tore: Burián (4) | Piscina Felice Scandone (Neapel) Schiedsrichter: Peila (USA), Matache (ROU) |
| 14. Juli 2019 11:00 Uhr | Spielbericht              |                              |                         | Piscina Felice Scandone (Neapel) Schiedsrichter: Peila (USA), Matache (ROU) |

Finale
| 14. Juli 2019 13:00 Uhr | Italien                     | 18:7                 | Vereinigte Staaten         | Piscina Felice Scandone (Neapel) Schiedsrichter: Buch (ESP), Dalli (MLT) |
| 14. Juli 2019 13:00 Uhr | meiste Tore: Campopiano (4) | (4:1, 3:2, 3:1, 8:3) | meiste Tore: 3 Spieler (2) | Piscina Felice Scandone (Neapel) Schiedsrichter: Buch (ESP), Dalli (MLT) |
| 14. Juli 2019 13:00 Uhr | Spielbericht                |                      |                            | Piscina Felice Scandone (Neapel) Schiedsrichter: Buch (ESP), Dalli (MLT) |

#### Platzierungsspiele
|  | Platzierungsrunde | Platzierungsrunde |            |    | Spiel um Platz 5 | Spiel um Platz 5 |
|  |                   |                   |            |    |                  |                  |
|  | Frankreich        | 7                 |            |    |                  |                  |
|  | Australien        | 3                 |            |    |                  |                  |
|  |                   |                   |            |    |                  |                  |
|  |                   |                   |            |    |                  |                  |
|  | Frankreich        | 9                 |            |    |                  |                  |
|  |                   | Japan             | 17         |    |                  |                  |
|  |                   |                   |            |    |                  |                  |
|  | Spiel um Platz 7  |                   |            |    |                  |                  |
|  |                   |                   | Australien | 4  |                  |                  |
|  | Kroatien          | 16                | Kroatien   | 12 |                  |                  |
|  | Japan             | 17                |            |    |                  |                  |

Spiel um Platz 9
| 11. Juli 2019 15:30 Uhr | Südkorea                 | 7:15                 | Vereinigtes Königreich  | Stadio del Nuoto (Caserta) Schiedsrichter: Kohout (CZE), Krizhanovskiy (RUS) |
| 11. Juli 2019 15:30 Uhr | meiste Tore: Kang J. (3) | (0:6, 1:3, 3:4, 3:2) | meiste Tore: Elliot (3) | Stadio del Nuoto (Caserta) Schiedsrichter: Kohout (CZE), Krizhanovskiy (RUS) |
| 11. Juli 2019 15:30 Uhr | Spielbericht             |                      |                         | Stadio del Nuoto (Caserta) Schiedsrichter: Kohout (CZE), Krizhanovskiy (RUS) |

Platzierungsrunde
| 11. Juli 2019 17:30 Uhr | Frankreich                 | 7:3                  | Australien                 | Stadio del Nuoto (Caserta) Schiedsrichter: Colikov (RUS), Stankevitch (USA) |
| 11. Juli 2019 17:30 Uhr | meiste Tore: 7 Spieler (1) | (2:2, 1:1, 2:0, 2:0) | meiste Tore: 3 Spieler (1) | Stadio del Nuoto (Caserta) Schiedsrichter: Colikov (RUS), Stankevitch (USA) |
| 11. Juli 2019 17:30 Uhr | Spielbericht               |                      |                            | Stadio del Nuoto (Caserta) Schiedsrichter: Colikov (RUS), Stankevitch (USA) |

| 11. Juli 2019 19:30 Uhr | Kroatien              | 16:17                | Japan                 | Stadio del Nuoto (Caserta) Schiedsrichter: MacKay (CAN), Corbin (FRA) |
| 11. Juli 2019 19:30 Uhr | meiste Tore: Buha (4) | (3:7, 5:4, 4:4, 4:2) | meiste Tore: Date (6) | Stadio del Nuoto (Caserta) Schiedsrichter: MacKay (CAN), Corbin (FRA) |
| 11. Juli 2019 19:30 Uhr | Spielbericht          |                      |                       | Stadio del Nuoto (Caserta) Schiedsrichter: MacKay (CAN), Corbin (FRA) |

Spiel um Platz 7
| 12. Juli 2019 17:30 Uhr | Australien                 | 4:12                 | Kroatien                         | Stadio del Nuoto (Caserta) Schiedsrichter: Peila (USA), Castrilli (SUI) |
| 12. Juli 2019 17:30 Uhr | meiste Tore: 4 Spieler (1) | (1:3, 1:3, 0:4, 2:2) | meiste Tore: Pejković, Delić (3) | Stadio del Nuoto (Caserta) Schiedsrichter: Peila (USA), Castrilli (SUI) |
| 12. Juli 2019 17:30 Uhr | Spielbericht               |                      |                                  | Stadio del Nuoto (Caserta) Schiedsrichter: Peila (USA), Castrilli (SUI) |

Spiel um Platz 5
| 12. Juli 2019 19:30 Uhr | Frankreich               | 9:17                 | Japan                | Stadio del Nuoto (Caserta) Schiedsrichter: Marjay (HUN), Bianco (ITA) |
| 12. Juli 2019 19:30 Uhr | meiste Tore: Cannone (4) | (2:5, 4:4, 2:4, 1:4) | meiste Tore: Date(6) | Stadio del Nuoto (Caserta) Schiedsrichter: Marjay (HUN), Bianco (ITA) |
| 12. Juli 2019 19:30 Uhr | Spielbericht             |                      |                      | Stadio del Nuoto (Caserta) Schiedsrichter: Marjay (HUN), Bianco (ITA) |

## Frauenturnier

### Vorrunde

#### Gruppe A
| Pl. | Land       | Sp. | S | U | N | Tore    | Diff. | Punkte |
| --- | ---------- | --- | - | - | - | ------- | ----- | ------ |
| 1.  | Ungarn     | 4   | 4 | 0 | 0 | 073:220 | +51   | 8      |
| 2.  | Kanada     | 4   | 3 | 0 | 1 | 050:350 | +15   | 6      |
| 3.  | Japan      | 4   | 2 | 0 | 2 | 049:490 | ±0    | 4      |
| 4.  | Frankreich | 4   | 1 | 0 | 3 | 030:490 | −19   | 2      |
| 5.  | Tschechien | 4   | 0 | 0 | 4 | 029:760 | −47   | 0      |

| 2. Juli 2019 13:30 Uhr | Ungarn                   | 17:3                 | Frankreich                      | Piscina Alba Oriens (Casoria) Schiedsrichter: Castrilli (SUI), Radović (SRB) |
| 2. Juli 2019 13:30 Uhr | meiste Tore: Kövesdi (4) | (5:1, 5:1, 3:1, 4:0) | meiste Tore: 3 Spielerinnen (1) | Piscina Alba Oriens (Casoria) Schiedsrichter: Castrilli (SUI), Radović (SRB) |
| 2. Juli 2019 13:30 Uhr | Spielbericht             |                      |                                 | Piscina Alba Oriens (Casoria) Schiedsrichter: Castrilli (SUI), Radović (SRB) |

| 2. Juli 2019 15:30 Uhr | Kanada                      | 12:10                | Japan                   | Piscina Alba Oriens (Casoria) Schiedsrichter: Bianco (ITA), Dalli (MLT) |
| 2. Juli 2019 15:30 Uhr | meiste Tore: Guèvremont (3) | (3:3, 3:2, 3:5, 3:0) | meiste Tore: Kazama (3) | Piscina Alba Oriens (Casoria) Schiedsrichter: Bianco (ITA), Dalli (MLT) |
| 2. Juli 2019 15:30 Uhr | Spielbericht                |                      |                         | Piscina Alba Oriens (Casoria) Schiedsrichter: Bianco (ITA), Dalli (MLT) |

| 3. Juli 2019 09:30 Uhr | Frankreich               | 10:17                | Japan                   | Piscina Alba Oriens (Casoria) Schiedsrichter: Castrilli (SUI), Stankevitch (USA) |
| 3. Juli 2019 09:30 Uhr | meiste Tore: Le Roux (5) | (1:3, 5:5, 1:4, 3:5) | meiste Tore: Kazama (4) | Piscina Alba Oriens (Casoria) Schiedsrichter: Castrilli (SUI), Stankevitch (USA) |
| 3. Juli 2019 09:30 Uhr | Spielbericht             |                      |                         | Piscina Alba Oriens (Casoria) Schiedsrichter: Castrilli (SUI), Stankevitch (USA) |

| 3. Juli 2019 11:30 Uhr | Ungarn                | 22:5                 | Tschechien                          | Piscina Alba Oriens (Casoria) Schiedsrichter: Pang (CHN), Golikin (RUS) |
| 3. Juli 2019 11:30 Uhr | meiste Tore: Máté (4) | (4:2, 7:2, 4:1, 7:0) | meiste Tore: Šornová, Javůrková (2) | Piscina Alba Oriens (Casoria) Schiedsrichter: Pang (CHN), Golikin (RUS) |
| 3. Juli 2019 11:30 Uhr | Spielbericht          |                      |                                     | Piscina Alba Oriens (Casoria) Schiedsrichter: Pang (CHN), Golikin (RUS) |

| 5. Juli 2019 13:30 Uhr | Japan                      | 15:9                 | Tschechien                  | Piscina Alba Oriens (Casoria) Schiedsrichter: Krizhanovskiy (RUS), Jukes (GBR) |
| 5. Juli 2019 13:30 Uhr | meiste Tore: Nishiyama (3) | (5:3, 4:1, 2:2, 4:3) | meiste Tore: K. Hlavatá (4) | Piscina Alba Oriens (Casoria) Schiedsrichter: Krizhanovskiy (RUS), Jukes (GBR) |
| 5. Juli 2019 13:30 Uhr | Spielbericht               |                      |                             | Piscina Alba Oriens (Casoria) Schiedsrichter: Krizhanovskiy (RUS), Jukes (GBR) |

| 5. Juli 2019 15:30 Uhr | Frankreich                 | 1:8                  | Kanada                   | Piscina Alba Oriens (Casoria) Schiedsrichter: Raković (SRB), Stankevitch (USA) |
| 5. Juli 2019 15:30 Uhr | meiste Tore: Deschampt (1) | (0:3, 1:2, 0:1, 0:2) | meiste Tore: Lizotte (2) | Piscina Alba Oriens (Casoria) Schiedsrichter: Raković (SRB), Stankevitch (USA) |
| 5. Juli 2019 15:30 Uhr | Spielbericht               |                      |                          | Piscina Alba Oriens (Casoria) Schiedsrichter: Raković (SRB), Stankevitch (USA) |

| 7. Juli 2019 13:30 Uhr | Tschechien                  | 8:23                 | Kanada                 | Piscina Alba Oriens (Casoria) Schiedsrichter: Pang (CHN), Jukes (GBR) |
| 7. Juli 2019 13:30 Uhr | meiste Tore: K. Hlavatá (4) | (2:6, 3:5, 1:6, 2:6) | meiste Tore: Rojas (5) | Piscina Alba Oriens (Casoria) Schiedsrichter: Pang (CHN), Jukes (GBR) |
| 7. Juli 2019 13:30 Uhr | Spielbericht                |                      |                        | Piscina Alba Oriens (Casoria) Schiedsrichter: Pang (CHN), Jukes (GBR) |

| 7. Juli 2019 15:30 Uhr | Japan                   | 7:18                 | Ungarn                         | Piscina Alba Oriens (Casoria) Schiedsrichter: Bianco (ITA), Golikov (RUS) |
| 7. Juli 2019 15:30 Uhr | meiste Tore: Kazama (2) | (2:3, 2:3, 1:5, 2:7) | meiste Tore: Kövesdi, Máté (3) | Piscina Alba Oriens (Casoria) Schiedsrichter: Bianco (ITA), Golikov (RUS) |
| 7. Juli 2019 15:30 Uhr | Spielbericht            |                      |                                | Piscina Alba Oriens (Casoria) Schiedsrichter: Bianco (ITA), Golikov (RUS) |

| 8. Juli 2019 13:30 Uhr | Kanada                        | 7:16                 | Ungarn                          | Piscina Alba Oriens (Casoria) Schiedsrichter: Krizhanovskiy (RUS), Stankevitch (USA) |
| 8. Juli 2019 13:30 Uhr | meiste Tore: Allin, Bakoc (3) | (1:4, 1:2, 3:5, 2:5) | meiste Tore: 7 Spielerinnen (2) | Piscina Alba Oriens (Casoria) Schiedsrichter: Krizhanovskiy (RUS), Stankevitch (USA) |
| 8. Juli 2019 13:30 Uhr | Spielbericht                  |                      |                                 | Piscina Alba Oriens (Casoria) Schiedsrichter: Krizhanovskiy (RUS), Stankevitch (USA) |

| 8. Juli 2019 15:30 Uhr | Tschechien                  | 7:16                 | Frankreich               | Piscina Alba Oriens (Casoria) Schiedsrichter: Jukes (GBR), Calabro (ITA) |
| 8. Juli 2019 15:30 Uhr | meiste Tore: K. Hlavatá (3) | (4:3, 1:5, 1:3, 1:5) | meiste Tore: Le Roux (5) | Piscina Alba Oriens (Casoria) Schiedsrichter: Jukes (GBR), Calabro (ITA) |
| 8. Juli 2019 15:30 Uhr | Spielbericht                |                      |                          | Piscina Alba Oriens (Casoria) Schiedsrichter: Jukes (GBR), Calabro (ITA) |

#### Gruppe B
| Pl. | Land                | Sp. | S | U | N | Tore    | Diff. | Punkte |
| --- | ------------------- | --- | - | - | - | ------- | ----- | ------ |
| 1.  | Italien             | 4   | 4 | 0 | 0 | 037:310 | +6    | 8      |
| 2.  | Russland            | 4   | 3 | 0 | 1 | 052:370 | +15   | 6      |
| 3.  | Australien          | 4   | 2 | 0 | 2 | 040:390 | +1    | 4      |
| 4.  | Vereinigte Staaten  | 4   | 1 | 0 | 3 | 038:400 | −2    | 2      |
| 5.  | Volksrepublik China | 4   | 0 | 0 | 4 | 037:570 | −20   | 0      |

| 2. Juli 2019 17:30 Uhr | Vereinigte Staaten    | 9:10                 | Russland                        | Piscina Alba Oriens (Casoria) Schiedsrichter: Buch (ESP), Matache (ROU) |
| 2. Juli 2019 17:30 Uhr | meiste Tore: Hill (4) | (1:0, 1:4, 1:3, 6:3) | meiste Tore: 3 Spielerinnen (2) | Piscina Alba Oriens (Casoria) Schiedsrichter: Buch (ESP), Matache (ROU) |
| 2. Juli 2019 17:30 Uhr | Spielbericht          |                      |                                 | Piscina Alba Oriens (Casoria) Schiedsrichter: Buch (ESP), Matache (ROU) |

| 2. Juli 2019 19:30 Uhr | Australien                           | 15:4                 | Volksrepublik China             | Piscina Alba Oriens (Casoria) Schiedsrichter: Daskalopoulou (GRE), Fodor (HUN) |
| 2. Juli 2019 19:30 Uhr | meiste Tore: Zimmerman, Williams (3) | (3:4, 4:3, 4:0, 4:1) | meiste Tore: 4 Spielerinnen (1) | Piscina Alba Oriens (Casoria) Schiedsrichter: Daskalopoulou (GRE), Fodor (HUN) |
| 2. Juli 2019 19:30 Uhr | Spielbericht                         |                      |                                 | Piscina Alba Oriens (Casoria) Schiedsrichter: Daskalopoulou (GRE), Fodor (HUN) |

| 4. Juli 2019 17:30 Uhr | Russland                        | 17:12                | Volksrepublik China        | Piscina Alba Oriens (Casoria) Schiedsrichter: Marjay (HUN), Jukes (GBR) |
| 4. Juli 2019 17:30 Uhr | meiste Tore: 3 Spielerinnen (3) | (4:1, 4:4, 5:4, 4:3) | meiste Tore: Bi, Li J. (3) | Piscina Alba Oriens (Casoria) Schiedsrichter: Marjay (HUN), Jukes (GBR) |
| 4. Juli 2019 17:30 Uhr | Spielbericht                    |                      |                            | Piscina Alba Oriens (Casoria) Schiedsrichter: Marjay (HUN), Jukes (GBR) |

| 4. Juli 2019 19:30 Uhr | Vereinigte Staaten                  | 6:8                  | Italien                    | Piscina Alba Oriens (Casoria) Schiedsrichter: Dalli (MLT), Matache (ROU) |
| 4. Juli 2019 19:30 Uhr | meiste Tore: Mammolito, Tehaney (2) | (1:2, 3:3, 1:1, 1:2) | meiste Tore: Cocchiere (3) | Piscina Alba Oriens (Casoria) Schiedsrichter: Dalli (MLT), Matache (ROU) |
| 4. Juli 2019 19:30 Uhr | Spielbericht                        |                      |                            | Piscina Alba Oriens (Casoria) Schiedsrichter: Dalli (MLT), Matache (ROU) |

| 5. Juli 2019 17:30 Uhr | Russland                   | 17:7                 | Australien                | Piscina Alba Oriens (Casoria) Schiedsrichter: Daskalopoulou (GRE), Marjay (HUN) |
| 5. Juli 2019 17:30 Uhr | meiste Tore: Saplatina (5) | (6:3, 3:0, 5:3, 3:1) | meiste Tore: Williams (3) | Piscina Alba Oriens (Casoria) Schiedsrichter: Daskalopoulou (GRE), Marjay (HUN) |
| 5. Juli 2019 17:30 Uhr | Spielbericht               |                      |                           | Piscina Alba Oriens (Casoria) Schiedsrichter: Daskalopoulou (GRE), Marjay (HUN) |

| 5. Juli 2019 19:30 Uhr | Volksrepublik China           | 10:11                | Italien                            | Piscina Alba Oriens (Casoria) Schiedsrichter: Bouchez (FRA), Saito (JPN) |
| 5. Juli 2019 19:30 Uhr | meiste Tore: Li J., Huang (4) | (5:2, 2:3, 1:4, 2:2) | meiste Tore: Ranalli, Centanni (4) | Piscina Alba Oriens (Casoria) Schiedsrichter: Bouchez (FRA), Saito (JPN) |
| 5. Juli 2019 19:30 Uhr | Spielbericht                  |                      |                                    | Piscina Alba Oriens (Casoria) Schiedsrichter: Bouchez (FRA), Saito (JPN) |

| 7. Juli 2019 17:30 Uhr | Volksrepublik China  | 11:14                | Vereinigte Staaten              | Piscina Alba Oriens (Casoria) Schiedsrichter: Raković (SRB), Bouchez (FRA) |
| 7. Juli 2019 17:30 Uhr | meiste Tore: Yan (4) | (0:5, 5:3, 4:4, 2:2) | meiste Tore: 3 Spielerinnen (4) | Piscina Alba Oriens (Casoria) Schiedsrichter: Raković (SRB), Bouchez (FRA) |
| 7. Juli 2019 17:30 Uhr | Spielbericht         |                      |                                 | Piscina Alba Oriens (Casoria) Schiedsrichter: Raković (SRB), Bouchez (FRA) |

| 7. Juli 2019 19:30 Uhr | Italien                  | 9:7                  | Australien                        | Piscina Alba Oriens (Casoria) Schiedsrichter: Daskalopoulou (GRE), MacKay (CAN) |
| 7. Juli 2019 19:30 Uhr | meiste Tore: Ranalli (4) | (2:1, 2:2, 3:0, 2:4) | meiste Tore: Williams, Kearns (2) | Piscina Alba Oriens (Casoria) Schiedsrichter: Daskalopoulou (GRE), MacKay (CAN) |
| 7. Juli 2019 19:30 Uhr | Spielbericht             |                      |                                   | Piscina Alba Oriens (Casoria) Schiedsrichter: Daskalopoulou (GRE), MacKay (CAN) |

| 8. Juli 2019 17:30 Uhr | Australien              | 11:9                 | Vereinigte Staaten               | Piscina Alba Oriens (Casoria) Schiedsrichter: Daskalopoulou (GRE), Marjay (HUN) |
| 8. Juli 2019 17:30 Uhr | meiste Tore: Kearns (3) | (3:0, 2:3, 3:3, 3:3) | meiste Tore: Prentice, Weber (2) | Piscina Alba Oriens (Casoria) Schiedsrichter: Daskalopoulou (GRE), Marjay (HUN) |
| 8. Juli 2019 17:30 Uhr | Spielbericht            |                      |                                  | Piscina Alba Oriens (Casoria) Schiedsrichter: Daskalopoulou (GRE), Marjay (HUN) |

| 8. Juli 2019 19:30 Uhr | Italien                   | 9:8                  | Russland                        | Piscina Alba Oriens (Casoria) Schiedsrichter: Dalli (MLT), Matache (ROU) |
| 8. Juli 2019 19:30 Uhr | meiste Tore: Centanni (3) | (4:2, 3:1, 1:3, 1:2) | meiste Tore: 3 Spielerinnen (2) | Piscina Alba Oriens (Casoria) Schiedsrichter: Dalli (MLT), Matache (ROU) |
| 8. Juli 2019 19:30 Uhr | Spielbericht              |                      |                                 | Piscina Alba Oriens (Casoria) Schiedsrichter: Dalli (MLT), Matache (ROU) |

### Finalrunde
|  | Achtelfinale | Achtelfinale        | Achtelfinale |                     |         | Viertelfinale    | Viertelfinale | Viertelfinale |    |  | Halbfinale | Halbfinale | Halbfinale |  |  | Finale | Finale | Finale |
|  |              |                     |              |                     |         |                  |               |               |    |  |            |            |            |  |  |        |        |        |
|  |              |                     |              |                     |         |                  |               |               |    |  |            |            |            |  |  |        |        |        |
|  |              |                     |              |                     |         |                  |               |               |    |  |            |            |            |  |  |        |        |        |
|  | B1           | Italien             | 12           |                     |         |                  |               |               |    |  |            |            |            |  |  |        |        |        |
|  | B1           | Italien             | 12           |                     |         |                  |               |               |    |  |            |            |            |  |  |        |        |        |
|  |              |                     | A3           | Japan               | 8       |                  |               |               |    |  |            |            |            |  |  |        |        |        |
|  |              |                     |              | Japan               | 8       |                  |               |               |    |  |            |            |            |  |  |        |        |        |
|  |              |                     |              |                     |         |                  |               |               |    |  |            |            |            |  |  |        |        |        |
|  |              |                     |              |                     |         |                  |               |               |    |  |            |            |            |  |  |        |        |        |
|  | B1           | Italien             | 15           |                     |         |                  |               |               |    |  |            |            |            |  |  |        |        |        |
|  | B1           | Italien             | 15           |                     |         |                  |               |               |    |  |            |            |            |  |  |        |        |        |
|  |              | A2                  | Kanada       | 7                   |         |                  |               |               |    |  |            |            |            |  |  |        |        |        |
|  |              |                     |              | 7                   |         |                  |               |               |    |  |            |            |            |  |  |        |        |        |
|  |              |                     |              |                     |         |                  |               |               |    |  |            |            |            |  |  |        |        |        |
|  |              |                     |              |                     |         |                  |               |               |    |  |            |            |            |  |  |        |        |        |
|  | A2           | Kanada (n. P.)      | 10           |                     |         |                  |               |               |    |  |            |            |            |  |  |        |        |        |
|  | A2           | Kanada (n. P.)      | 10           |                     |         |                  |               |               |    |  |            |            |            |  |  |        |        |        |
|  |              |                     | B4           | Vereinigte Staaten  | 9       |                  |               |               |    |  |            |            |            |  |  |        |        |        |
|  | B4           | Vereinigte Staaten  | B4           | Vereinigte Staaten  | 9       | 25               |               |               |    |  |            |            |            |  |  |        |        |        |
|  | B4           | Vereinigte Staaten  |              |                     |         |                  |               |               |    |  |            |            |            |  |  |        |        |        |
|  | A5           | Tschechien          | 5            |                     |         |                  |               |               |    |  |            |            |            |  |  |        |        |        |
|  | A5           | Tschechien          | 5            | B1                  | Italien | 7                |               |               |    |  |            |            |            |  |  |        |        |        |
|  |              |                     |              |                     |         |                  |               |               |    |  |            |            |            |  |  |        |        |        |
|  |              | A1                  | Ungarn       | 8                   |         |                  |               |               |    |  |            |            |            |  |  |        |        |        |
|  |              |                     |              | 8                   |         |                  |               |               |    |  |            |            |            |  |  |        |        |        |
|  |              |                     |              |                     |         |                  |               |               |    |  |            |            |            |  |  |        |        |        |
|  |              |                     |              |                     |         |                  |               |               |    |  |            |            |            |  |  |        |        |        |
|  | A1           | Ungarn              | 7            |                     |         |                  |               |               |    |  |            |            |            |  |  |        |        |        |
|  | A1           | Ungarn              | 7            |                     |         |                  |               |               |    |  |            |            |            |  |  |        |        |        |
|  |              |                     | B3           | Australien          | 4       |                  |               |               |    |  |            |            |            |  |  |        |        |        |
|  |              |                     |              | Australien          | 4       |                  |               |               |    |  |            |            |            |  |  |        |        |        |
|  |              |                     |              |                     |         |                  |               |               |    |  |            |            |            |  |  |        |        |        |
|  |              |                     |              |                     |         |                  |               |               |    |  |            |            |            |  |  |        |        |        |
|  | A1           | Ungarn (n. P.)      | 16           |                     |         |                  |               |               |    |  |            |            |            |  |  |        |        |        |
|  | A1           | Ungarn (n. P.)      | 16           |                     |         |                  |               |               |    |  |            |            |            |  |  |        |        |        |
|  |              | B2                  | Russland     | 14                  |         |                  |               |               |    |  |            |            |            |  |  |        |        |        |
|  |              |                     |              | 14                  |         |                  |               |               |    |  |            |            |            |  |  |        |        |        |
|  |              |                     |              |                     |         |                  |               |               |    |  |            |            |            |  |  |        |        |        |
|  |              |                     |              |                     |         | Spiel um Platz 3 |               |               |    |  |            |            |            |  |  |        |        |        |
|  | B2           | Russland            | 12           |                     |         |                  |               |               |    |  |            |            |            |  |  |        |        |        |
|  | B2           | Russland            | 12           |                     |         |                  | A2            | Kanada        | 7  |  |            |            |            |  |  |        |        |        |
|  |              |                     | B5           | Volksrepublik China | 8       |                  | A2            | Kanada        | 7  |  |            |            |            |  |  |        |        |        |
|  | A4           | Frankreich          | B5           | Volksrepublik China | 8       | 1                | B2            | Russland      | 22 |  |            |            |            |  |  |        |        |        |
|  | A4           | Frankreich          |              |                     |         |                  |               | Russland      | 22 |  |            |            |            |  |  |        |        |        |
|  | B5           | Volksrepublik China | 12           |                     |         |                  |               |               |    |  |            |            |            |  |  |        |        |        |

#### Achtelfinale
| 9. Juli 2019 17:30 Uhr | Frankreich                 | 1:12                 | Volksrepublik China        | Piscina Alba Oriens (Casoria) Schiedsrichter: Kohout (CZE), Peila (USA) |
| 9. Juli 2019 17:30 Uhr | meiste Tore: Deschampt (1) | (1:1, 0:4, 0:2, 0:5) | meiste Tore: Bi, Huang (3) | Piscina Alba Oriens (Casoria) Schiedsrichter: Kohout (CZE), Peila (USA) |
| 9. Juli 2019 17:30 Uhr | Spielbericht               |                      |                            | Piscina Alba Oriens (Casoria) Schiedsrichter: Kohout (CZE), Peila (USA) |

| 9. Juli 2019 19:30 Uhr | Vereinigte Staaten     | 25:5                  | Tschechien                  | Piscina Alba Oriens (Casoria) Schiedsrichter: Raković (SRB), Saito (JPN) |
| 9. Juli 2019 19:30 Uhr | meiste Tore: Weber (8) | (5:0, 10:0, 5:1, 5:3) | meiste Tore: K. Hlavatá (4) | Piscina Alba Oriens (Casoria) Schiedsrichter: Raković (SRB), Saito (JPN) |
| 9. Juli 2019 19:30 Uhr | Spielbericht           |                       |                             | Piscina Alba Oriens (Casoria) Schiedsrichter: Raković (SRB), Saito (JPN) |

#### Viertelfinale
| 10. Juli 2019 13:30 Uhr | Kanada                          | 10:9 (n. P.)               | Vereinigte Staaten    | Piscina Alba Oriens (Casoria) Schiedsrichter: Dalli (MLT), Matache (ROU) |
| 10. Juli 2019 13:30 Uhr | meiste Tore: 5 Spielerinnen (1) | (1:2, 2:2, 1:1, 1:0 [5:4]) | meiste Tore: Hill (2) | Piscina Alba Oriens (Casoria) Schiedsrichter: Dalli (MLT), Matache (ROU) |
| 10. Juli 2019 13:30 Uhr | Spielbericht                    |                            |                       | Piscina Alba Oriens (Casoria) Schiedsrichter: Dalli (MLT), Matache (ROU) |

| 10. Juli 2019 15:30 Uhr | Ungarn                | 7:4                  | Australien              | Piscina Alba Oriens (Casoria) Schiedsrichter: Colikov (RUS), Stankevitch (USA) |
| 10. Juli 2019 15:30 Uhr | meiste Tore: Garda(4) | (0:2, 1:1, 3:1, 3:0) | meiste Tore: Kearns (2) | Piscina Alba Oriens (Casoria) Schiedsrichter: Colikov (RUS), Stankevitch (USA) |
| 10. Juli 2019 15:30 Uhr | Spielbericht          |                      |                         | Piscina Alba Oriens (Casoria) Schiedsrichter: Colikov (RUS), Stankevitch (USA) |

| 10. Juli 2019 17:30 Uhr | Russland                 | 12:8                 | Volksrepublik China | Piscina Alba Oriens (Casoria) Schiedsrichter: Bouchez (FRA), Bianco (ITA) |
| 10. Juli 2019 17:30 Uhr | meiste Tore: Pystina (5) | (4:2, 4:1, 3:3, 1:2) | meiste Tore: Bi (3) | Piscina Alba Oriens (Casoria) Schiedsrichter: Bouchez (FRA), Bianco (ITA) |
| 10. Juli 2019 17:30 Uhr | Spielbericht             |                      |                     | Piscina Alba Oriens (Casoria) Schiedsrichter: Bouchez (FRA), Bianco (ITA) |

| 10. Juli 2019 19:30 Uhr | Italien                              | 12:8                 | Japan                   | Piscina Alba Oriens (Casoria) Schiedsrichter: Daskalopoulou (GRE), Fodor (HUN) |
| 10. Juli 2019 19:30 Uhr | meiste Tore: Gottardo, Cocchiere (3) | (2:2, 5:1, 3:2, 2:3) | meiste Tore: Hasumi (3) | Piscina Alba Oriens (Casoria) Schiedsrichter: Daskalopoulou (GRE), Fodor (HUN) |
| 10. Juli 2019 19:30 Uhr | Spielbericht                         |                      |                         | Piscina Alba Oriens (Casoria) Schiedsrichter: Daskalopoulou (GRE), Fodor (HUN) |

#### Halbfinale
| 12. Juli 2019 18:00 Uhr | Italien                         | 15:7                 | Kanada                      | Piscina Felice Scandone (Neapel) Schiedsrichter: Daskalopoulou (GRE), Matache (ROU) |
| 12. Juli 2019 18:00 Uhr | meiste Tore: 3 Spielerinnen (3) | (4:2, 7:1, 2:2, 2:2) | meiste Tore: Guèvremont (3) | Piscina Felice Scandone (Neapel) Schiedsrichter: Daskalopoulou (GRE), Matache (ROU) |
| 12. Juli 2019 18:00 Uhr | Spielbericht                    |                      |                             | Piscina Felice Scandone (Neapel) Schiedsrichter: Daskalopoulou (GRE), Matache (ROU) |

| 12. Juli 2019 20:00 Uhr | Ungarn                        | 16:14 (n. P.)              | Russland                         | Piscina Felice Scandone (Neapel) Schiedsrichter: Dalli (MLT), Buch (ESP) |
| 12. Juli 2019 20:00 Uhr | meiste Tore: Garda, Máthé (3) | (4:5, 4:3, 1:0, 3:4 [4:2]) | meiste Tore: Tschagotschkina (4) | Piscina Felice Scandone (Neapel) Schiedsrichter: Dalli (MLT), Buch (ESP) |
| 12. Juli 2019 20:00 Uhr | Spielbericht                  |                            |                                  | Piscina Felice Scandone (Neapel) Schiedsrichter: Dalli (MLT), Buch (ESP) |

#### Finale und Platz 3
Spiel um Platz 3
| 13. Juli 2019 18:00 Uhr | Kanada                 | 7:22                 | Russland               | Piscina Felice Scandone (Neapel) Schiedsrichter: Bianco (ITA), Marjay (HUN) |
| 13. Juli 2019 18:00 Uhr | meiste Tore: Rojas (3) | (1:7, 1:3, 4:7, 1:5) | meiste Tore: Kempf (8) | Piscina Felice Scandone (Neapel) Schiedsrichter: Bianco (ITA), Marjay (HUN) |
| 13. Juli 2019 18:00 Uhr | Spielbericht           |                      |                        | Piscina Felice Scandone (Neapel) Schiedsrichter: Bianco (ITA), Marjay (HUN) |

Finale
| 13. Juli 2019 20:00 Uhr | Italien                         | 7:8                  | Ungarn                 | Piscina Felice Scandone (Neapel) Schiedsrichter: Daskalopoulou (GRE), Raković (SRB) |
| 13. Juli 2019 20:00 Uhr | meiste Tore: 3 Spielerinnen (2) | (3:3, 1:2, 1:2, 2:1) | meiste Tore: Garda (3) | Piscina Felice Scandone (Neapel) Schiedsrichter: Daskalopoulou (GRE), Raković (SRB) |
| 13. Juli 2019 20:00 Uhr | Spielbericht                    |                      |                        | Piscina Felice Scandone (Neapel) Schiedsrichter: Daskalopoulou (GRE), Raković (SRB) |

#### Platzierungsspiele
|  | Platzierungsrunde   | Platzierungsrunde |                     |    | Spiel um Platz 5 | Spiel um Platz 5 |
|  |                     |                   |                     |    |                  |                  |
|  | Japan               | 10                |                     |    |                  |                  |
|  | Vereinigte Staaten  | 9                 |                     |    |                  |                  |
|  |                     |                   |                     |    |                  |                  |
|  |                     |                   |                     |    |                  |                  |
|  | Japan               | 10                |                     |    |                  |                  |
|  |                     | Australien        | 11                  |    |                  |                  |
|  |                     |                   |                     |    |                  |                  |
|  | Spiel um Platz 7    |                   |                     |    |                  |                  |
|  |                     |                   | Vereinigte Staaten  | 9  |                  |                  |
|  | Australien          | 12                | Volksrepublik China | 10 |                  |                  |
|  | Volksrepublik China | 7                 |                     |    |                  |                  |

Spiel um Platz 9
| 11. Juli 2019 15:30 Uhr | Tschechien                  | 10:22                | Frankreich                          | Piscina Alba Oriens (Casoria) Schiedsrichter: Calabro (ITA), Saito (JPN) |
| 11. Juli 2019 15:30 Uhr | meiste Tore: Bušauerová (4) | (2:7, 1:3, 3:6, 4:6) | meiste Tore: Le Roux, Deschampt (7) | Piscina Alba Oriens (Casoria) Schiedsrichter: Calabro (ITA), Saito (JPN) |
| 11. Juli 2019 15:30 Uhr | Spielbericht                |                      |                                     | Piscina Alba Oriens (Casoria) Schiedsrichter: Calabro (ITA), Saito (JPN) |

Platzierungsrunde
| 11. Juli 2019 17:30 Uhr | Japan                      | 10:9                 | Vereinigte Staaten    | Piscina Alba Oriens (Casoria) Schiedsrichter: Pang (CHN), Jukes (GBR) |
| 11. Juli 2019 17:30 Uhr | meiste Tore: Nishiyama (4) | (6:4, 2:1, 0:1, 2:3) | meiste Tore: Hill (5) | Piscina Alba Oriens (Casoria) Schiedsrichter: Pang (CHN), Jukes (GBR) |
| 11. Juli 2019 17:30 Uhr | Spielbericht               |                      |                       | Piscina Alba Oriens (Casoria) Schiedsrichter: Pang (CHN), Jukes (GBR) |

| 11. Juli 2019 19:30 Uhr | Australien                         | 12:7                 | Volksrepublik China         | Piscina Alba Oriens (Casoria) Schiedsrichter: Bouchez (FRA), Raković (SRB) |
| 11. Juli 2019 19:30 Uhr | meiste Tore: McClean, Williams (3) | (3:1, 2:2, 4:0, 3:4) | meiste Tore: Nong, Zhai (2) | Piscina Alba Oriens (Casoria) Schiedsrichter: Bouchez (FRA), Raković (SRB) |
| 11. Juli 2019 19:30 Uhr | Spielbericht                       |                      |                             | Piscina Alba Oriens (Casoria) Schiedsrichter: Bouchez (FRA), Raković (SRB) |

Spiel um Platz 7
| 12. Juli 2019 09:30 Uhr | Vereinigte Staaten                 | 9:10                 | Volksrepublik China    | Piscina Felice Scandone (Neapel) Schiedsrichter: Ogino (JPN), Raković (SRB) |
| 12. Juli 2019 09:30 Uhr | meiste Tore: Fitzgerald, Weber (2) | (0:5, 3:4, 3:1, 3:0) | meiste Tore: Huang (5) | Piscina Felice Scandone (Neapel) Schiedsrichter: Ogino (JPN), Raković (SRB) |
| 12. Juli 2019 09:30 Uhr | Spielbericht                       |                      |                        | Piscina Felice Scandone (Neapel) Schiedsrichter: Ogino (JPN), Raković (SRB) |

Spiel um Platz 5
| 12. Juli 2019 11:30 Uhr | Japan                      | 10:11                | Australien                         | Piscina Felice Scandone (Neapel) Schiedsrichter: Corbin (FRA), Kohout (CZE) |
| 12. Juli 2019 11:30 Uhr | meiste Tore: Nishiyama (4) | (2:2, 4:1, 1:4, 3:4) | meiste Tore: Zimmerman, Kearns (3) | Piscina Felice Scandone (Neapel) Schiedsrichter: Corbin (FRA), Kohout (CZE) |
| 12. Juli 2019 11:30 Uhr | Spielbericht               |                      |                                    | Piscina Felice Scandone (Neapel) Schiedsrichter: Corbin (FRA), Kohout (CZE) |

## Beste Torschützen
| Rang | Spieler          | Tore |
| ---- | ---------------- | ---- |
| 1    | Kiyomu Date      | 33   |
| 2    | Giacomo Cannella | 31   |
| 3    | Kohei Inaba      | 27   |
| 4    | Tamás Gyárfás    | 24   |
| 5    | Marin Delić      | 22   |
| 6    | Tyler Abramson   | 20   |
| 6    | Antonio Buha     | 20   |
| 6    | Daniil Merkulov  | 20   |
| 9    | Gergely Burián   | 19   |
| 10   | Igor Bytschkow   | 18   |

| Rang | Spieler           | Tore |
| ---- | ----------------- | ---- |
| 1    | Bayley Weber      | 19   |
| 2    | Huang Jiayu       | 17   |
| 2    | Yuri Kazama       | 17   |
| 2    | Polina Kempf      | 17   |
| 2    | Morgane Le Roux   | 17   |
| 2    | Fuka Nishiyama    | 17   |
| 7    | Agnese Cocchiere  | 16   |
| 7    | Krisztina Garda   | 16   |
| 7    | Karolína Hlavatá  | 16   |
| 7    | Margarita Pystina | 16   |
| 7    | Chiara Ranalli    | 16   |